# Ломжа
Ломжа (пол. Łomża) — город в Польше, входит в Подляское воеводство. Имеет статус города на правах повета. Имеет статус городской гмины. Занимает площадь 32,72 км². Население — 63 092 человека.

## География
Город расположен на северо-востоке Польши вдоль реки Нарев на Мазовецко-Подлясской низменности на уровне 125 м над уровнем моря. Находится в 80 км от центра воеводства города Белосток и в 150 км от Варшавы.

## История

### IX—XVIII века

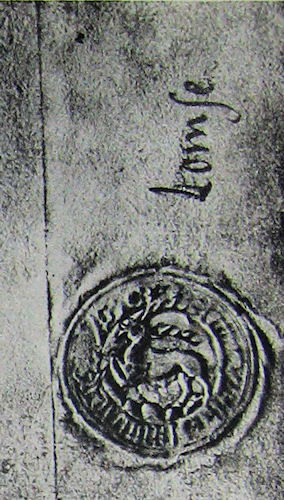
Герб Ломжи (с XVI века)

Ломжа была основана как укреплённое поселение мазовшанами в конце IX века и располагалась тогда в 5 км восточнее нынешнего центра города. После образования в 1138 году Мазовецкого княжества входила в его состав; в конце XIII века практически уничтожена сильным пожаром.
В конце XIV века Ломжа перенесена на место, занимаемое городом и сейчас. В 1392 году при князе Януше I Мазовецком на Поповой горе был основан костёл Пресвятой девы Марии и святых апостолов (уничтожен пожаром в XVI веке). 15 июня 1418 года Януш I Мазовецкий предоставил Ломже городской статус на основе кульмского права. В XV—XVI веках Ломжа переживает расцвет, став крупным ремесленным центром и ведя оживлённую торговлю; весь город был вымощен, имел водопровод.
В 1526 году род князей Мазовецких прекратился, и Ломжа вошла в состав Королевства Польского, а с 1569 года находилась в составе Речи Посполитой. 5 сентября 1614 года иезуитами был открыт Иезуитский коллегиум в Ломже — первое в городе среднее учебное заведение. C середины XVII века начался упадок города, вызванный войнами, а также многочисленными пожарами и стихийными бедствиями. В 1794 году в город вступили прусские войска, и 24 октября 1795 года, по III разделу Речи Посполитой, Ломжа отошла к Пруссии; в это время в городе было лишь несколько десятков совершенно разорённых домов.

### XIX век
Прусская власть над городом просуществовала недолго: по Тильзитскому миру 7 июля 1807 года Ломжа вошла в состав новообразованного Варшавского герцогства — протектората наполеоновской Франции.

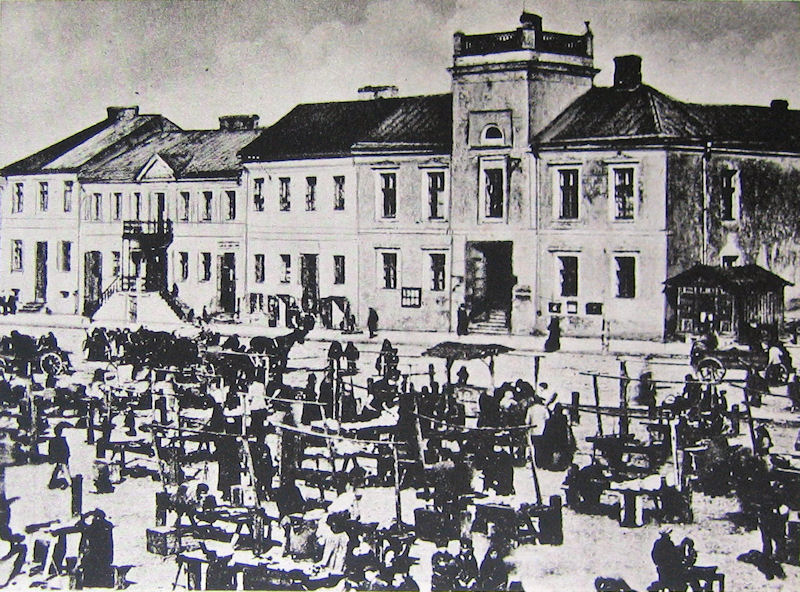
Старый рынок в Ломже (1912)

После окончания наполеоновских войн 3 мая 1815 года решением Венского конгресса Варшавское герцогство было упразднено, а бо́льшая его часть под названием Царства Польского отошла к России; при этом Ломжа стала с 1816 года центром Августовского воеводства, но вскоре центр был перенесён в Сувалки, а Ломжа превратилась в уездный город этого воеводства (с 1837 года — Августовской губернии). Ломжа начинает возрождаться: строятся новые здания, растёт число горожан, причём всё большую их долю начинают составлять евреи. В 1867 году — с разделом Августовской губернии — Ломжа становится губернским городом (центром вновь образованной Ломжинской губернии). По данным на 1895 год, в городе проживало 20 578 жителей (в том числе по вероисповеданию: 9822 еврея, 8932 католика, 1386 православных, 407 протестантов). В городе действовало несколько мелких заводов и фабрик, 2 рынка, театр, публичная библиотека, мужская и женская гимназии,  3 костёла, православный собор, евангелическая кирха и синагога.

### XX век
В ходе Первой мировой войны Ломжа во время Великого отступления 1915 года была 10 августа без боя оставлена войсками 12-й русской армии, после чего в город вошли германские войска. С восстановлением в ноябре 1918 года независимости Польши Ломжа оказалась в составе Польской Республики; 12 ноября город покинули последние немецкие солдаты.
С 13 ноября 1918 года в Ломже формировался Ломжинский Окружной пехотный полк. В декабре полк переименовали в 33-й пехотный. Его третий батальон был сформирован только в середине мая 1919 года.
9 мая 1919 года в Модлине, Ломже и Варшаве была сформирована 8-я пехотная дивизия (8 Dywizja Piechoty).
Во время советско-польской войны 3-й кавалерийский корпус РККА под командованием Г. Д. Гая 29 июля 1920 года атаковал Ломжу, обороняемую силами 1-й польской армии, и к 3 августа овладел городом. Однако уже 15 августа Ломжу занимают части 1-й польской армии генерал-лейтенанта Ф. Латиника, которые, впрочем, вскоре уходят из города (в ходе, как писал Ю. Пилсудский, «странного и непонятного манёвра»). 21 августа в Ломжу вступают отступающие части 15-й армии А. И. Корка, но вечером 22 августа город занимает 15-я дивизия генерал-майора В. Юнга, входившая в состав 4-й польской армии генерал-лейтенанта Л. Скерского.
1 сентября 1939 года войска гитлеровской Германии вторглись в Польшу. В ходе Польской кампании вермахта немецкие самолёты уже 3 сентября подвергли город бомбардировке, а с 7 по 10 сентября происходило сражение под Ломжей, в результате которого части 21-й пехотной дивизии вермахта, преодолев сопротивление польской 18-й дивизии пехоты, овладели Ломжей. Однако в соответствии с достигнутыми Германией и СССР договорённостями, немецкие войска к концу сентября отошли из Ломжи на запад, а в город 29 сентября вступила советская 4-я кавалерийская дивизия, входившая в состав 11-й армии Белорусского фронта. 2 ноября внеочередная V сессия Верховного Совета СССР приняла (на основе Декларации «О вхождении Западной Белоруссии в состав Белорусской Советской Социалистической республики», утверждённой 29 октября проходившим в Белостоке Народным Собранием Западной Белоруссии) закон «О включении Западной Белоруссии в состав Союза ССР с воссоединением её с Белорусской ССР» (под названием «Западная Белоруссия» подразумевалась — с некоторыми исключениями — территория бывших Новогрудского, Виленского, Белостокского и Полесского воеводств). 4 декабря 1939 года указом Президиума Верховного Совета СССР на территории Западной Белоруссии было введено областное деление, и Ломжа стала центром Ломжинского уезда Белостокской области Белорусской ССР; с 15 января 1940 года Ломжа — центр Ломжинского района.
С осени 1939 года по июнь 1941 года часть горожан (прежде всего, представителей интеллигенции) была в четыре приёма депортирована органами НКВД вглубь Советского Союза. По состоянию на 30 мая 1941 года, в Ломже размещались крупные военные соединения, в частности: 130-й корпусной артиллерийский полк 1-го стрелкового корпуса Западного особого военного округа, 6-я кавалерийская дивизия (полное название: 6-я казачья кавалерийская Кубано-Терская, Чонгарская дивизия имени С. М. Будённого).

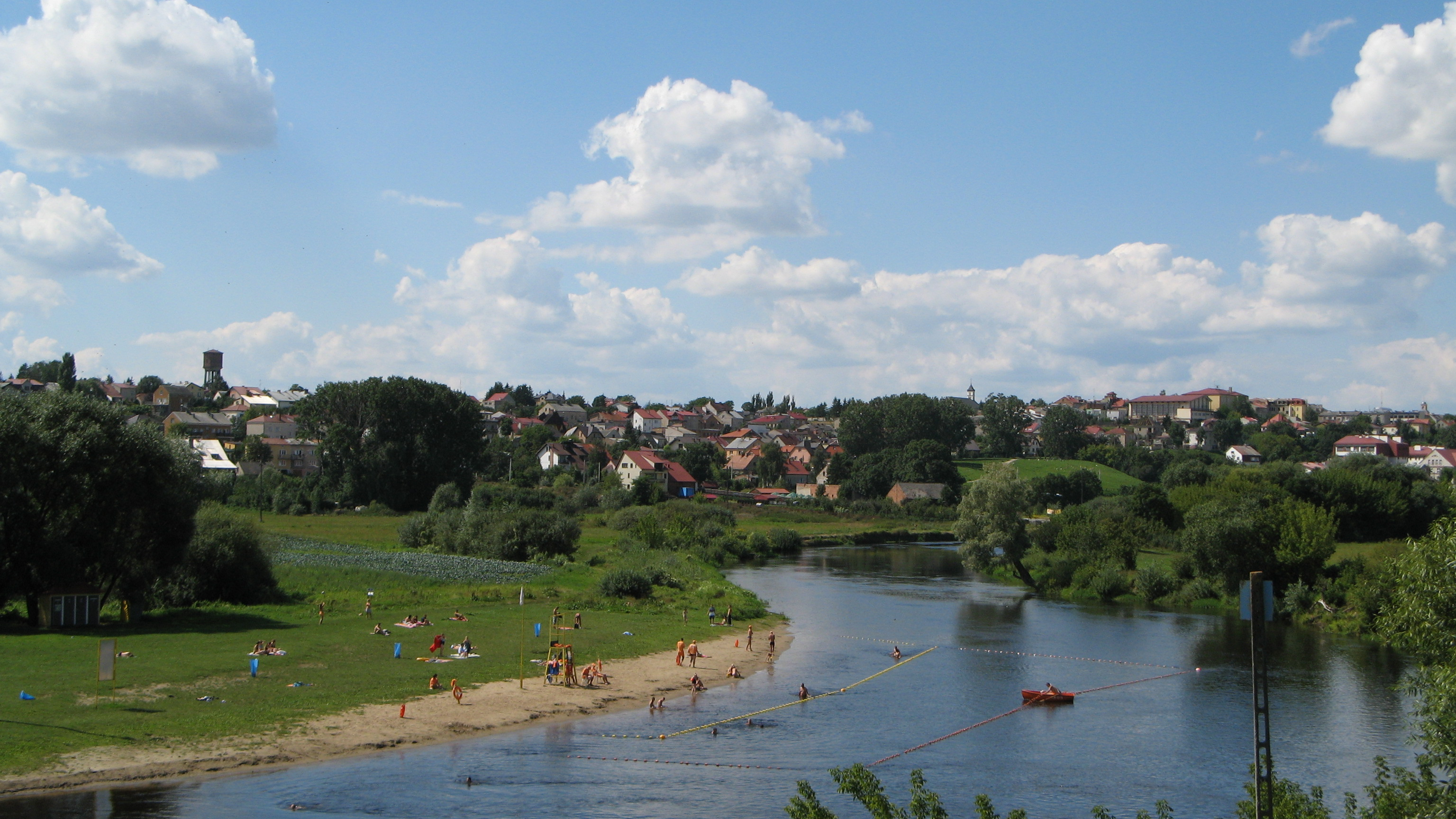
Ломжа — панорама и река Нарев

22—23 июня 1941 года, в первые два дня Великой Отечественной войны, Ломжу обороняли 13-я стрелковая дивизия генерал-майора А. З. Наумова и 6-я кавалерийская дивизия генерала М. П. Константинова; однако под натиском противника (87-я пехотная дивизия и 221-я охранная дивизия) они были вынуждены отступить.
24 июня в город вступили части вермахта. Начались аресты местных жителей, подозреваемых в «сотрудничестве с коммунистами», и репрессии в отношении евреев. 12 августа было создано Ломжинское гетто, куда насильно переселили всех евреев города и окрестных сёл. В сентябре более двух тысяч евреев — свыше 20 % населения гетто — были расстреляны в Гельчинском лесу. 1 ноября 1942 года гетто было ликвидировано, а его жители отправлены в Освенцим и другие лагеря смерти.
13 сентября 1944 года в ходе Ломжа-Ружанской наступательной операции город был очищен от гитлеровцев силами 380-й стрелковой дивизии генерал-майора А. Ф. Кустова, действовавшей в составе 3-й армии 2-го Белорусского фронта.
16 августа 1945 года в Москве был подписан Договор между СССР и Польской Республикой о советско-польской государственной границе, в соответствии с которым Белостокская область была передана Польской республике (в 1952—1989 годах — Польская Народная Республика, с 1989 года — Третья Речь Посполитая), составив Белостокское воеводство. Ломжа стала центром Ломжинского повета этого воеводства.
В послевоенные годы город оправился от разрушений, его экономика успешно развивалась. В 1975 году воеводство подверглось разукрупнению, и Ломжа стала административным центром Ломжинского воеводства. В 1998 году в ходе административной реформы воеводство было упразднено, а Ломжа стала городом на правах повета в составе Подляского воеводства, одновременно являясь центром Ломжинского повета.

## Родились в Ломже
- Анатолий Дмитриевич Алексеев — Герой Советского Союза, лётчик-испытатель.
- Ицхак Герцог — главный раввин подмандатной Палестины и Израиля (1936—1959).
- Владимир Вацлавович Рачинский — советский физико-химик, радиолог, доктор химических наук.

## Почётные граждане Ломжи
- Белицкая, Ханка
- Вышиньский, Стефан
- Дашиньский, Игнацы
- Иоанн Павел II
- Пешковский, Здзислав
- Ялбжиковский, Ромуальд

## Население
| Перепись                       | Всего     | Женщины   | %         | Мужчины   | %         |
| ------------------------------ | --------- | --------- | --------- | --------- | --------- |
| Численность населения          | 63,036    | 32,652    | 51.8      | 30,384    | 48.2      |
| Площадь                        | 32.67 км² | 32.67 км² | 32.67 км² | 32.67 км² | 32.67 км² |
| Плотность населения (чел./км²) | 1,929.5   | 999.4     | 999.4     | 930.0     | 930.0     |

## Города-побратимы
- Казань с 1989 года
- Маскатин
- Звягель
- Каунас
- Шальчининкай
- Таллин
- Чеховице-Дзедзице
- Борислав[21]
- Сёдертелье
- Сигтуна[22]

## Фотографии

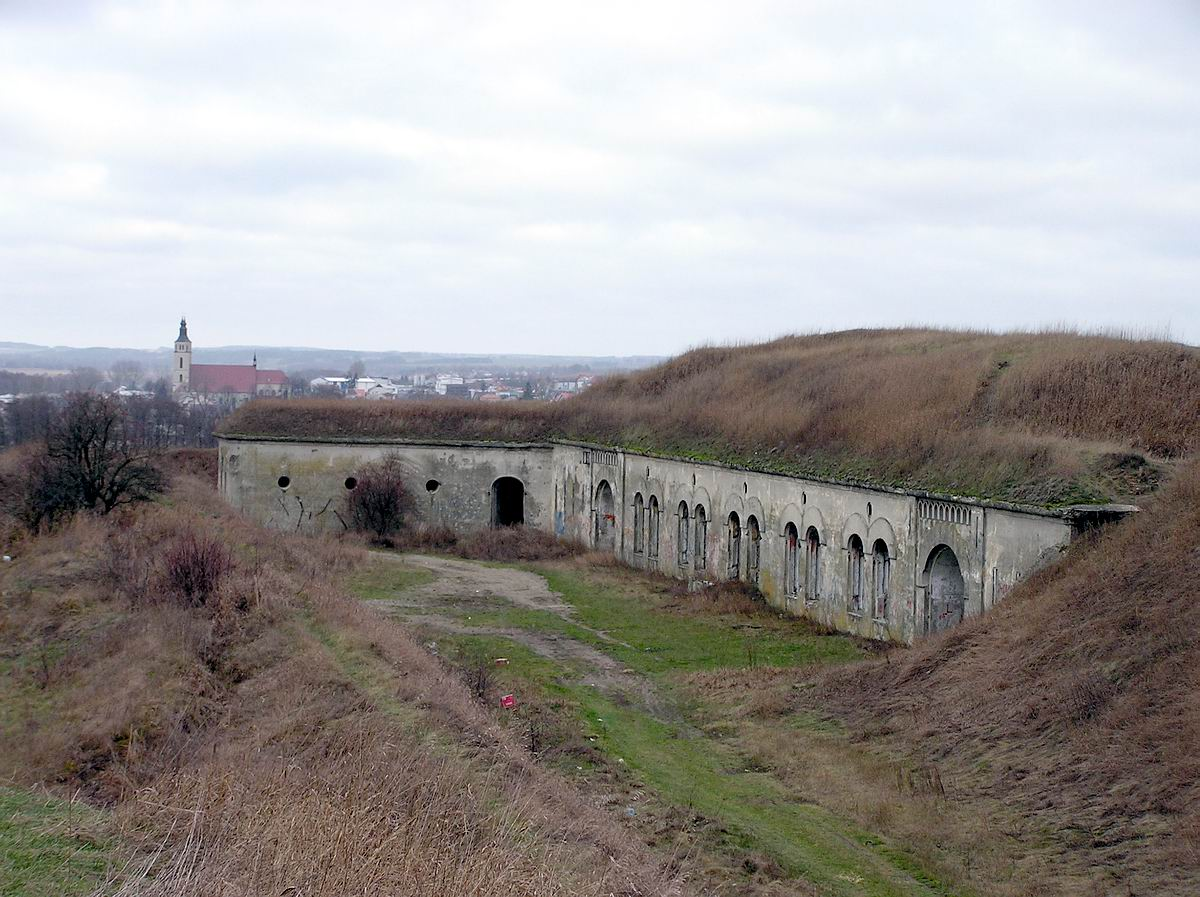
Российские фортификационные сооружения в Пёнтнице-Подуховной, часть Ломжинской крепости[пол.], возведённые в конце XIX — начале XX века
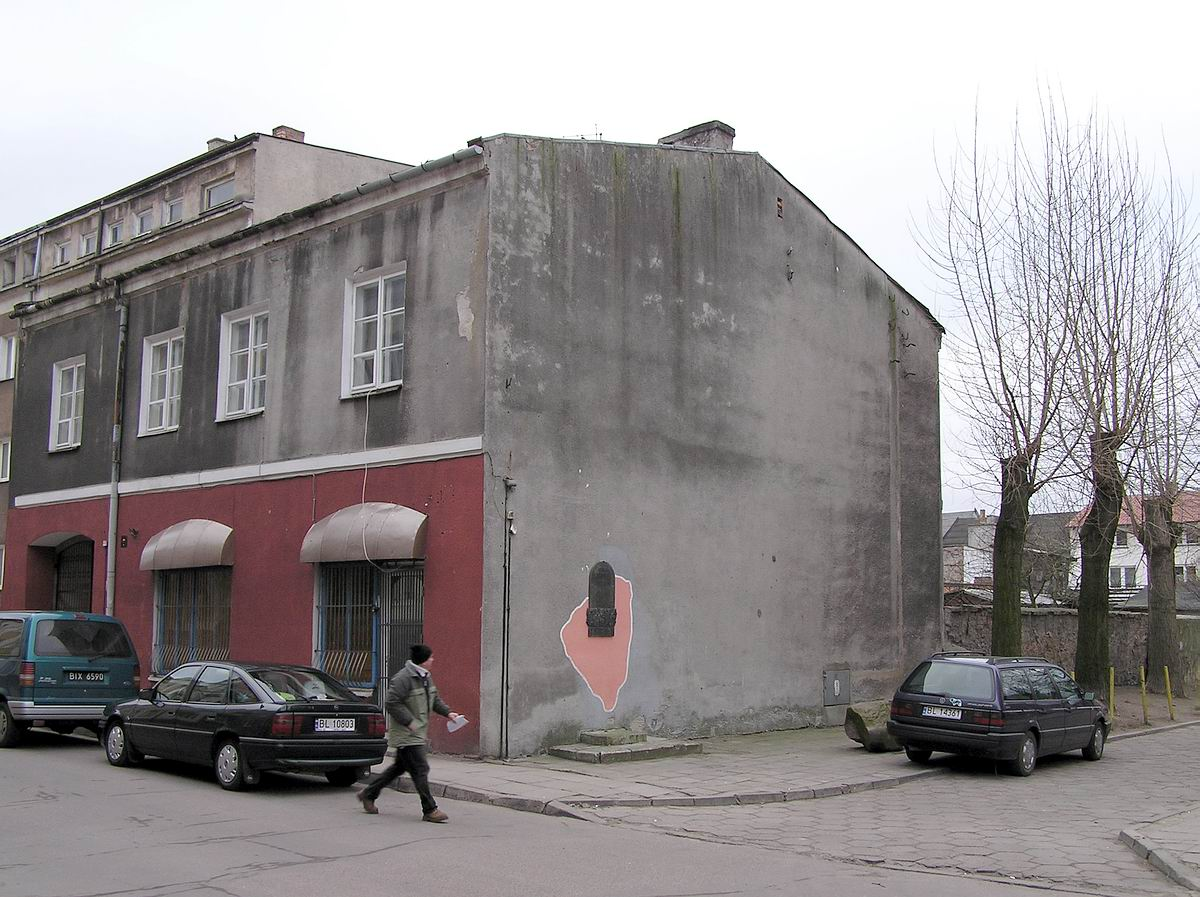
Памятный знак возле места, где находилась Большая синагога
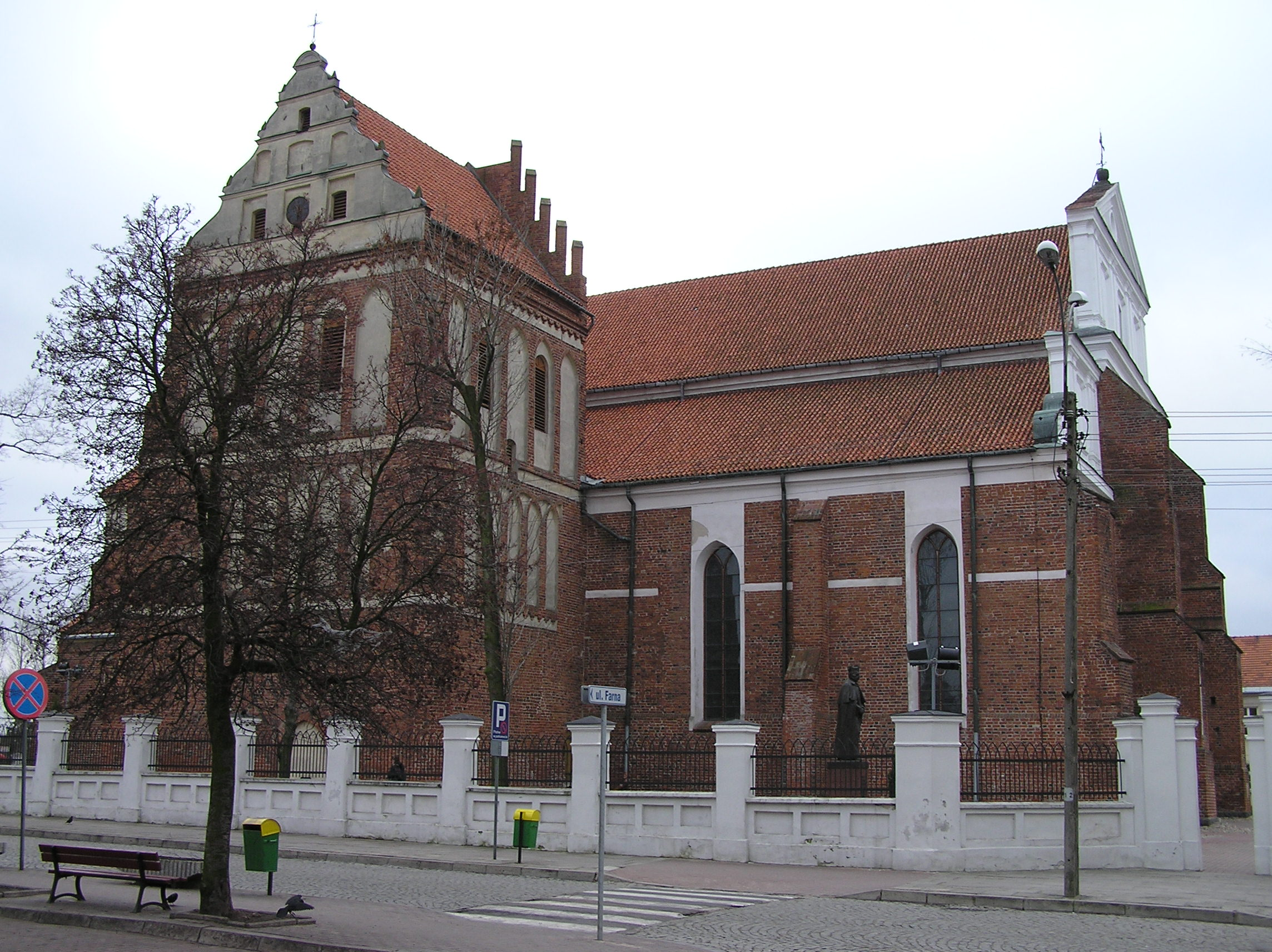
Кафедральный собор святого Михаила Архангела
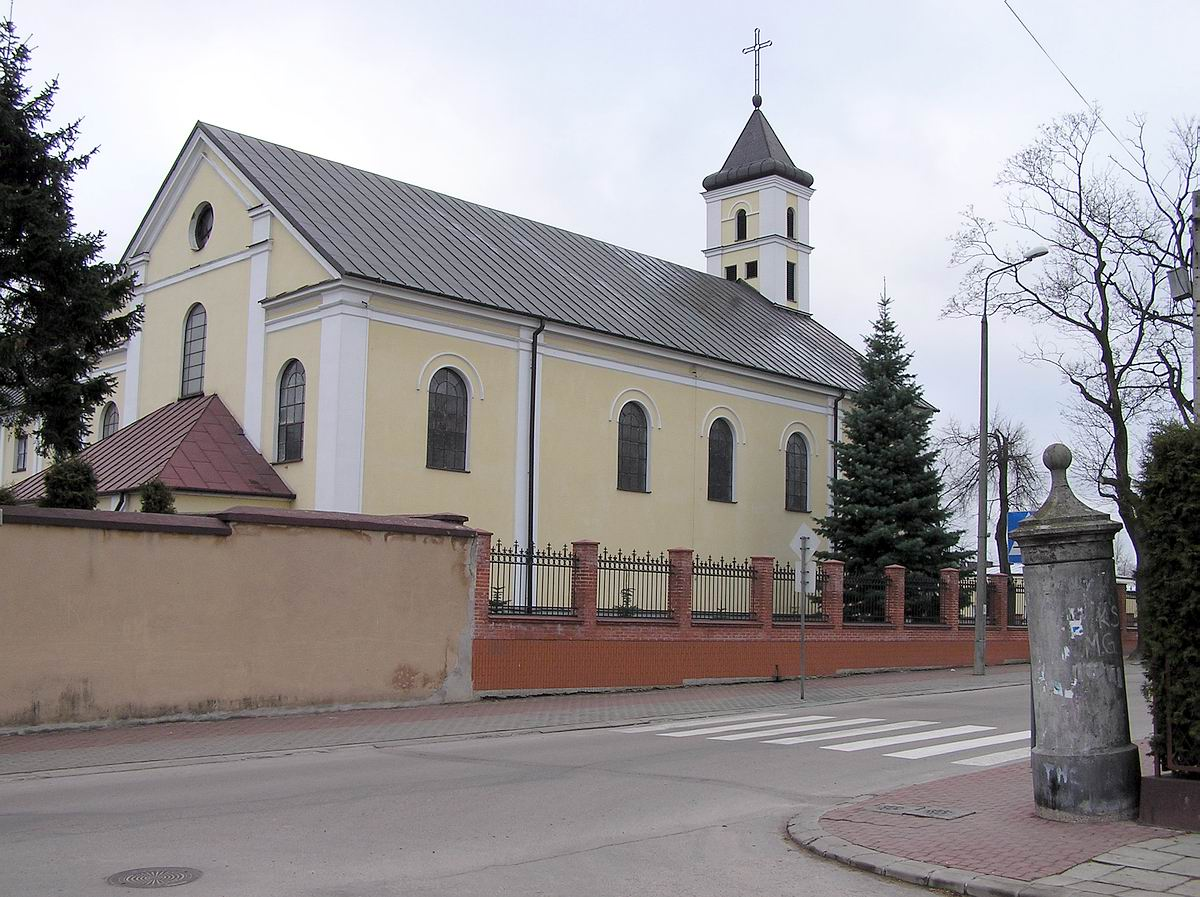
Монастырский комплекс бенедиктинек на ул. Дворна, 32
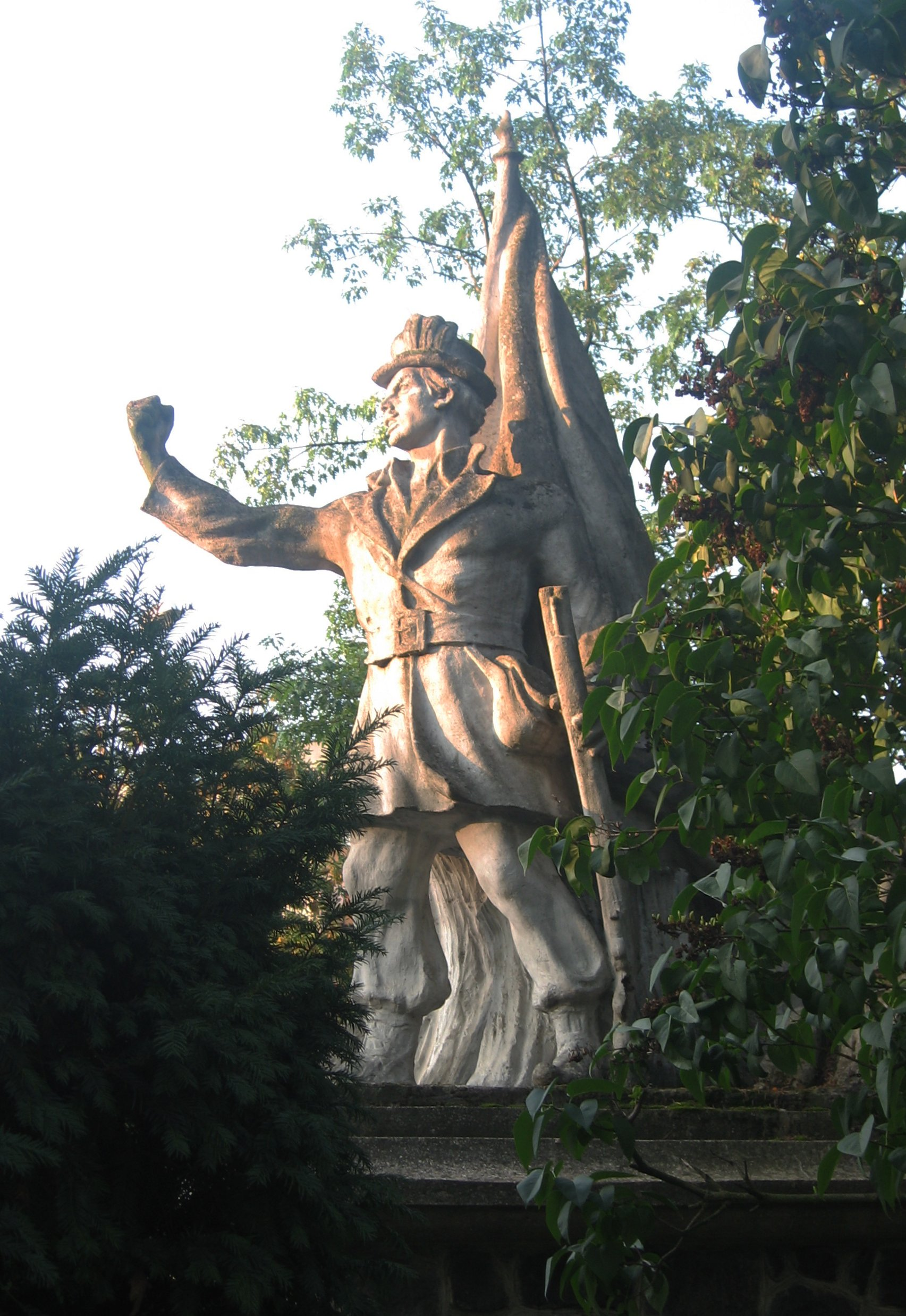
Памятник Стаху Конве[пол.]
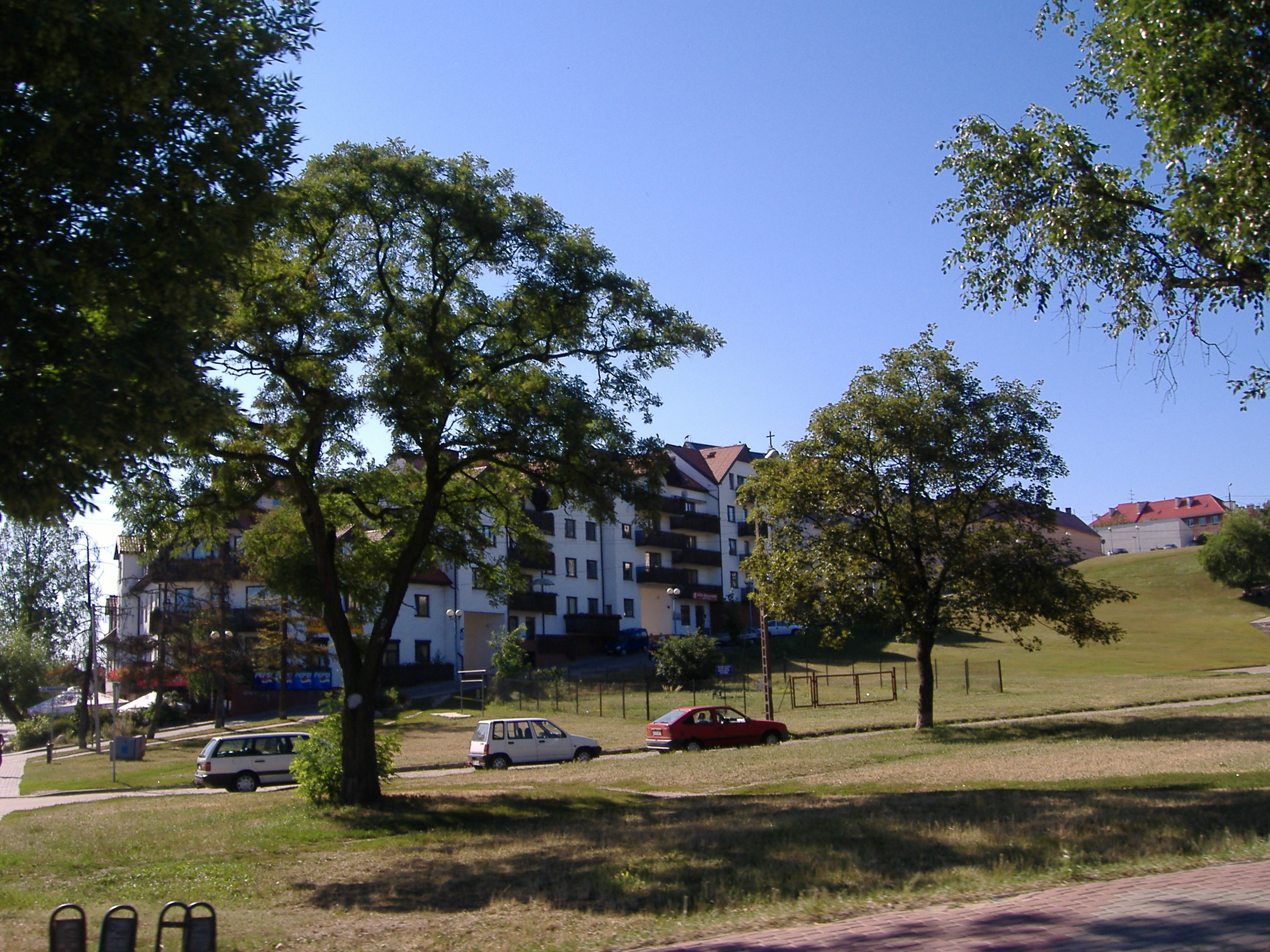
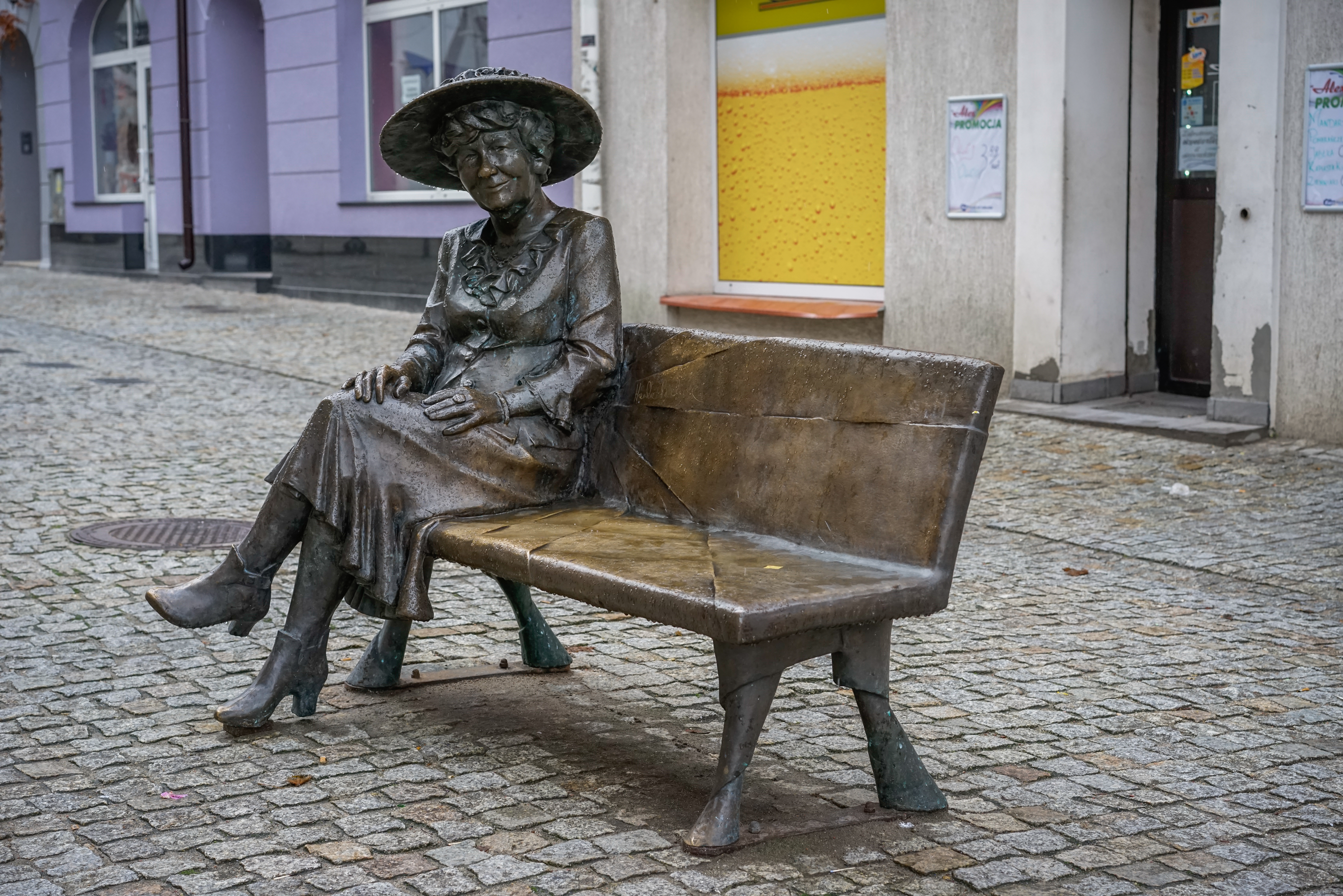
Памятник польской актрисе Ханке Белицкой на ул.Фарна

## Факты
- В Казани есть улица, названная решением горисполкома № 1237 от 11.11.1987[23], в честь г. Ломжа.
- В городе есть улица Радзецка (с пол. Radziecka — Советская), которую в 2016 году, в рамках программы декоммунизации названий улиц польских городов, хотели переименовать. Однако переименования не произошло, так как название улицы не имеет отношения к Советскому Союзу, а появилось ещё в XVI веке. Название происходит от «Дома советов» (пол. Dom radziecki), находившегося на этой улице, в котором шляхта и городские советники собирались для обсуждения различных городских вопросов[24].
- В рамках программы декоммунизации названий улиц польских городов, 30 августа 2017 года улица Бронислава Веселовского была переименована и теперь носит название ул. Кашмирова (с пол. kaszmirowa — кашемировая)[25].